# Евтидемиды
Евтидемиды (др.-греч. Δυναστεία των Ευθυδημιδών) — эллинистическая династия, родоначальником был Евтидем в 230 году до н. э., правившая Греко-Бактрийским и Индо-греческим царствами на протяжении эллинистического периода до 10 г. н. э.

## История

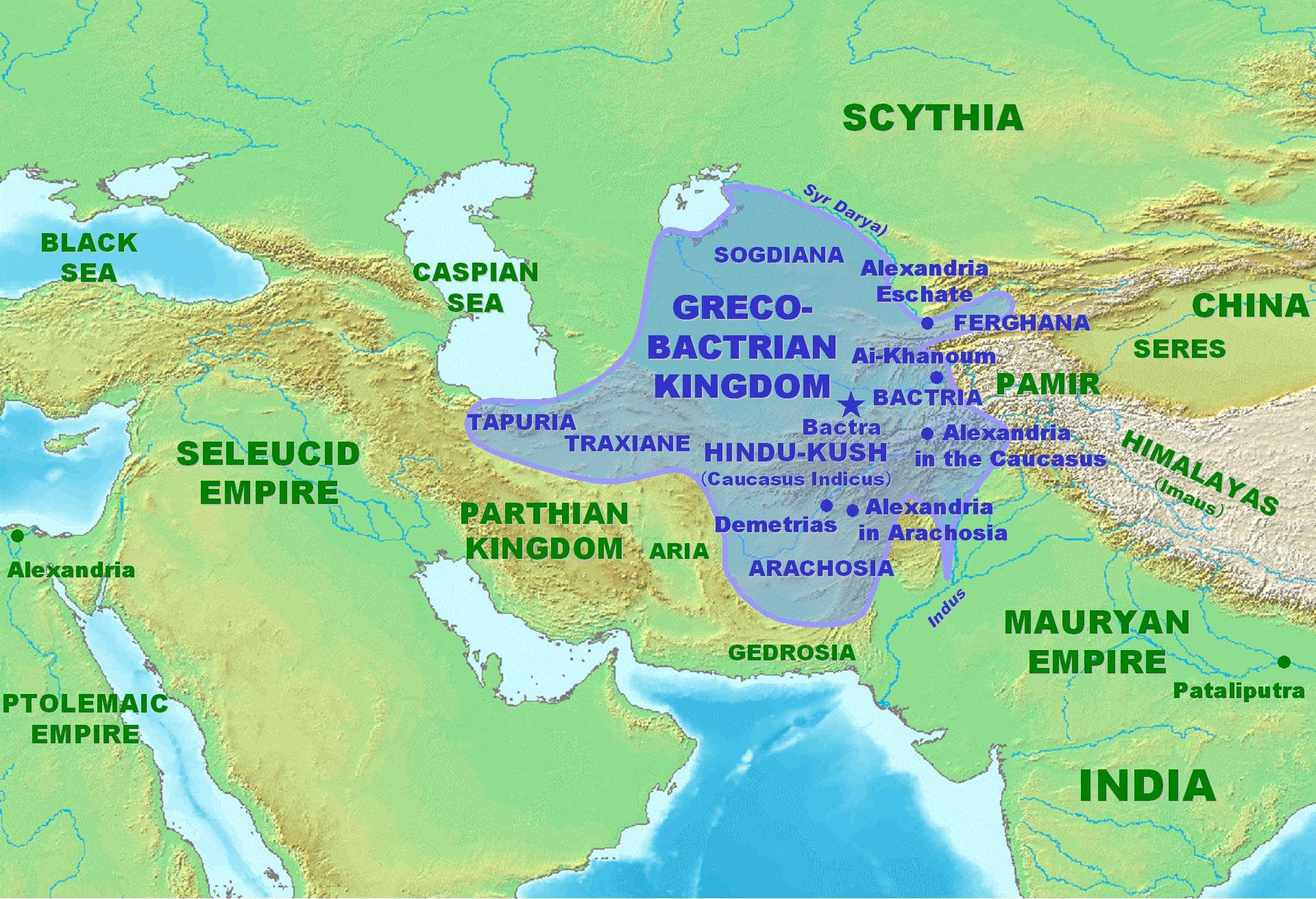
Греко-Бактрийское царство

Родоначальник династии Евтидем был сыном некоего Антимаха (295 г. до н. э.) и внуком сатрапа или царя Бактрии Софита ок. 300 г. до н. э.
На тот момент Евтидем занимал должность сатрапа Согдианы, женился на сестре Диодота II, сына мятежника Диодота I. Он узурпировал трон Диодота II или возможно, Антиоха Никатора и стал править Греко-бактрийским царством. Во время своего правления отражал вторжение молодого и амбициозного царя государства Селевкидов Антиоха III Великого. Потерпел поражение на реке Арий 208 г. до н. э., Евтидем совершил осаду Бактры 208—206 гг. до н. э., после заключил мирный договор с Антиохом, женив своего сына Деметрия I на его дочери.
Его сын Деметрий I вторгся в Северную Индию, где основал Индо-греческое царство. После поочерёдного правления сыновей Деметрия I, Агафокла, Евтидема II и скорей всего Деметрия II Греко-бактрийским и Индо-греческое царствами, становится труднее точно определить кто из последующих правителей был связан друг с другом, или будь они из династии Евтидемидов. Однако возможно, что царь Менандр I происходит из этой династии. Расцвета Индо-греческое царство достигло при Менандре I.

## Список правителей
- Софит Бактрийский (330—300 гг. до н. э.) — сатрап Паропамисады.
- Евтидем I (260—195 гг. до н. э.) — основатель династии, сатрап Согдиана.
- Деметрий I Аникет (222—180 гг. до н. э.) — вторгся в Северную Индию, основав там Индо-греческое царство.
- Евтидем II (ок. 200—185 гг. до н. э.) — сын Евтидема I.
- Панталеон (190—180 гг. до н. э.) — сын Евтидема I.
- Деметрий II (ок. 175—140 гг. до н. э.).
- Антимах I (ок. 171—160 гг. до н. э.) — сын Евтидема I[5].
- Антимах II[англ.] (ок. 170—165 гг. до н. э.)[6].
- Менандр I (ок 165/155—130 гг. до н. э.) — женился на Агафоклеи, отец Стратона I.
- Агафоклея (ок. 130—125 гг. до н. э.) — вдова Менандра I, регент при малолетнем сыне Стратоне I.
- Стратон I[англ.] (ок. 125—105 гг. до н. э.) — сын Менандра I Агафоклеи I.
- Деметрий III[англ.] (ок. 105—100 гг. до н. э.).
- Аминта I (ок. 100—90 гг. до н. э.).
- Менандр II[англ.] (ок. 105 гг. до н. э.).
- Деметрий IV (ок. 80 гг. до н. э.).
- Стратон II[англ.] (ок. 30 гг. до н. э.).
- Стратон III (ок. 10 г. н. э.)[7].
- Деметрий V (ок. 10 г. н. э.) — последний из Евтидемидов.